# Imad Mughniyah
Imad Fayez Mughniyah (àrab: عماد فايز مغنية, ʿImād Fāyiz Muḡniyya; Tayr Debba, 7 de desembre de 1962 - Kafr Susa, 12 de febrer de 2008), àlies al-Hajj Radwan (àrab: الحاج رضوان, al-Ḥājj Riḍwān), va ser un militant libanès. Va ser membre fundador de la Organització Jihad Islámica del Líban i el número dos en el lideratge de Hezbol·là. La informació sobre Mughniyeh és limitada, però es creu que va ser el cap d'estat major de Hezbol·là i se suposa que en supervisava els aparells militars, d'intel·ligència i de seguretat. Va ser un dels principals fundadors d'Hezbol·là a la dècada de 1980. Se l'ha descrit com «un militar amb tàctica brillant i molt esquiu». Sovint se'l coneixia com a un «fantasma no localitzable».
Funcionaris nord-americans i israelians van acusar durant molt de temps Mughniyah d'estar directament i personalment implicat en iniciatives que van donar lloc a molts atemptats suïcides, segrests i assassinats. Va començar amb l'atemptat a la caserna de Beirut i els bombardejos a l'ambaixada dels Estats Units, tots dos van tenir lloc el 1983 i van matar més de 350 persones, així com amb el segrest de desenes d'estrangers al Líban als anys vuitanta. Va ser acusat a l'Argentina pel seu suposat paper en l'atac de l'ambaixada d'Israel a Buenos Aires el 1992. Les operacions més destacades de les quals es diu que en va ser responsable van tenir lloc a principis dels anys vuitanta, poc després de la fundació d'Hezbol·là, quan Mughniyah tenia vint anys. Els funcionaris d'intel·ligència nord-americans el van acusar d'haver matat més ciutadans dels Estats Units que qualsevol altre home abans dels atacs de l'11 de setembre, i s'atribueix als atemptats i segrests que se suposa que va organitzar l'eliminació total o quasi total de la presència militar nord-americana al Líban la dècada de 1980.
Mughniyah va ser inclòs a la llista de terroristes buscats de la Unió Europea i tenia una recompensa de 5 milions de dòlars a la llista dels terroristes més buscats de l'FBI. Molta gent al Líban i l'Orient Mitjà el considera un símbol nacional i un heroi.
Com a part d'una operació conjunta CIA-Mossad, Mughniyah va ser assassinat la nit del 12 de febrer de 2008 amb un cotxe bomba que va ser detonat mentre hi passava a prop caminant, al barri de Kafr Susa de Damasc, Síria.